# Mapplethorpe: Look at the Pictures
Pour plus de détails, voir Fiche technique et Distribution.
Mapplethorpe: Look at the Pictures est un film américain réalisé par Fenton Bailey et Randy Barbato, sorti en 2016.

## Synopsis
Un documentaire sur le photographe Robert Mapplethorpe.

## Fiche technique
- Titre : Mapplethorpe: Look at the Pictures
- Réalisation : Fenton Bailey et Randy Barbato
- Musique : David Benjamin Steinberg
- Photographie : Mario Panagiotopoulos et Huy Truong
- Montage : Langdon Page
- Production : Fenton Bailey, Randy Barbato, Mona Card et Katharina Otto-Bernstein
- Société de production : Film Manufacturers, HBO Documentary Films et World of Wonder Productions
- Société de distribution : Happiness Distribution (France)
- Pays :  États-Unis et  Allemagne
- Genre : Documentaire
- Durée : 108 minutes
- Dates de sortie : 
  -  États-Unis : 20 mars 2016 (San Francisco)
  -  France : 21 décembre 2016

## Accueil
Le film a reçu un accueil favorable de la critique. Il obtient un score moyen de 75 % sur Metacritic.